# Bourganeuf
Bourganeuf (okcitansko Borgon Nuòu) je naselje in občina v francoskem departmaju Creuse regije Limousin. Leta 2007 je naselje imelo 2.948 prebivalcev.

## Geografija
Kraj leži v pokrajini Marche ob reki Taurion na robu naravnega regijskega parka Millevaches, 33 km jugozahodno od Guéreta.

## Uprava
Bourganeuf je sedež istoimenskega kantona, v katerega so poleg njegove vključene še občine Auriat, Bosmoreau-les-Mines, Faux-Mazuras, Mansat-la-Courrière, Masbaraud-Mérignat, Montboucher, Soubrebost, Saint-Amand-Jartoudeix, Saint-Dizier-Leyrenne, Saint-Martin-Sainte-Catherine, Saint-Pierre-Chérignat in Saint-Priest-Palus s 6.065 prebivalci.
Kanton Bourganeuf je sestavni del okrožja Guéret.

## Zanimivosti
- grad Château de Bourganeuf iz 12. stoletja
  - stolp Zizim iz 15. stoletja, arheološki muzej,
- cerkev sv. Petra iz 12. stoletja,
- cerkev sv. Janeza iz 15. stoletja,
- muzej elektrike (občina je leta 1886 kot tretja v Franciji dobila elektrifikacijo).

## Pobratena mesta
- Zirndorf (Bavarska, Nemčija);